# Bisdom San Carlos de Bariloche

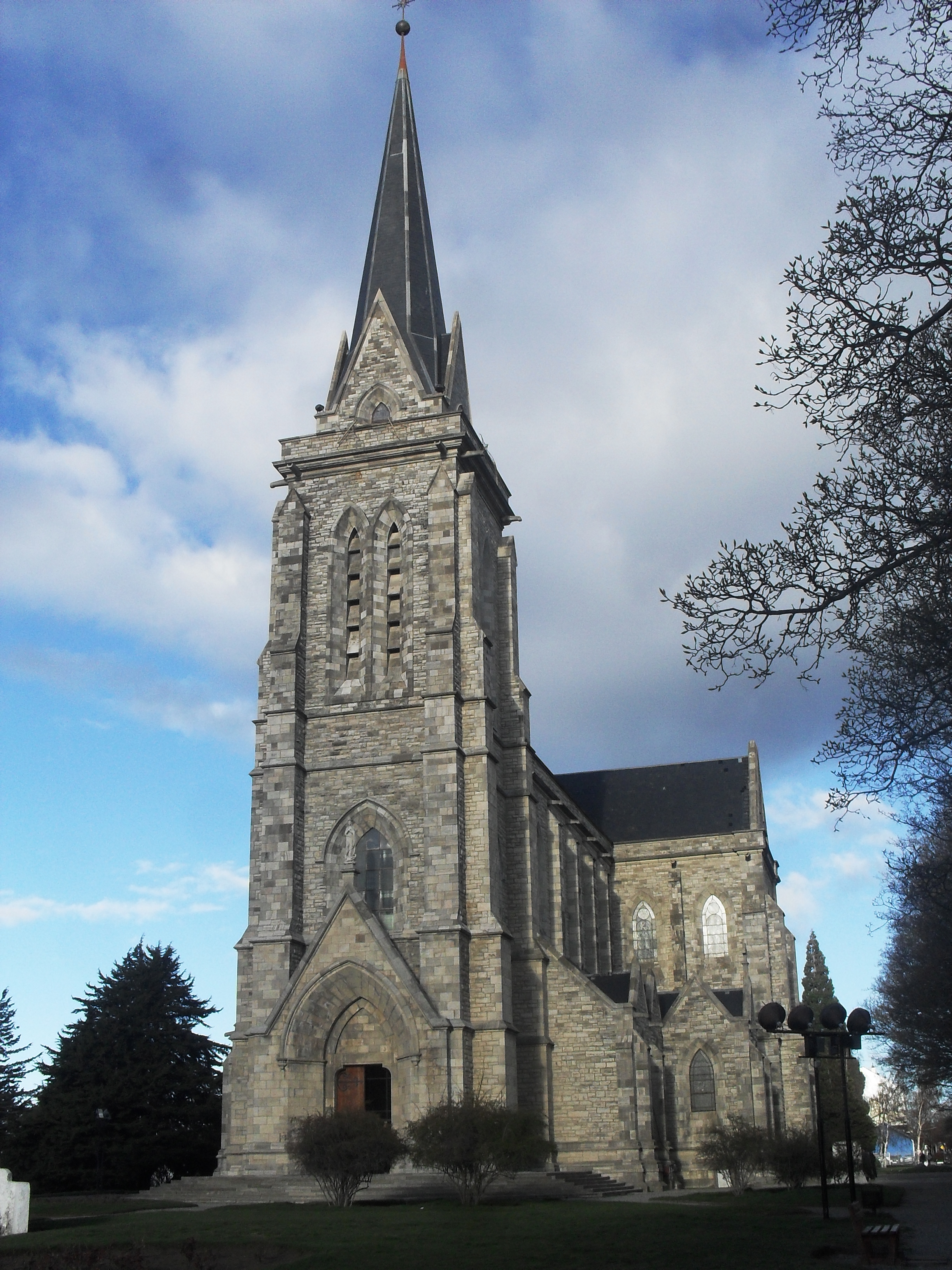
De kathedraal Nuestra Señora del Nahuel Huapi in Bariloche

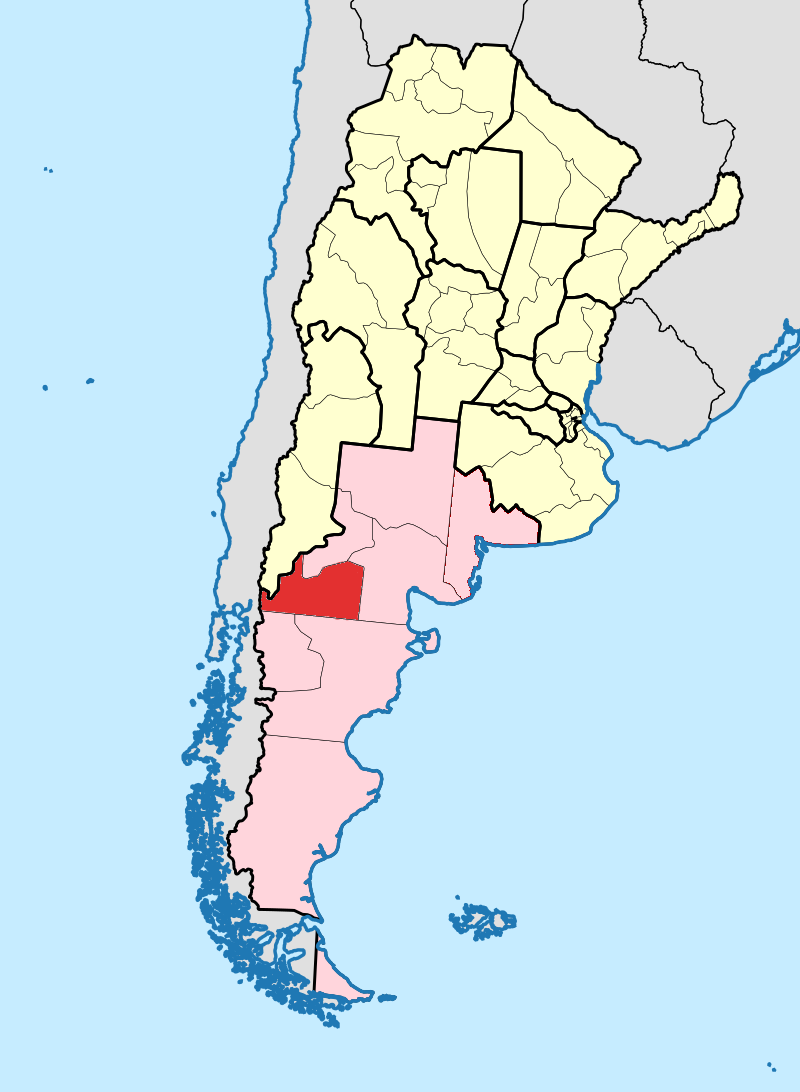
Het bisdom (rood) binnen de kerkprovincie Bahía Blanca

Het bisdom San Carlos de Bariloche (Latijn: Dioecesis Sancti Caroli Vurilocensis) is een rooms-katholiek bisdom met als zetel Bariloche in Argentinië. Het bisdom is suffragaan aan het aartsbisdom Bahía Blanca. Het bisdom werd opgericht in 1993.
In 2020 telde het bisdom 17 parochies. Het bisdom heeft een oppervlakte van 78.000 km2 en telde in 2020 239.000 inwoners waarvan 69,7% rooms-katholiek waren. 

## Bisschoppen
- Rubén Oscar Frassia (1993-2000)
- Fernando Carlos Maletti (2001-2013)
- Juan José Chaparro Stivanello, C.M.F. (2013-2022)
- vacant

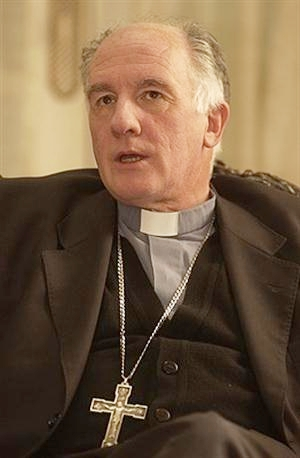
Fernando Carlos Maletti

Bahía Blanca (aartsbisdom) · Alto Valle del Río Negro · Comodoro Rivadavia · Esquel (territoriale prelatuur) · Río Gallegos · San Carlos de Bariloche · Santa Rosa · Viedma